# Tauet, Himmel, den Gerechten

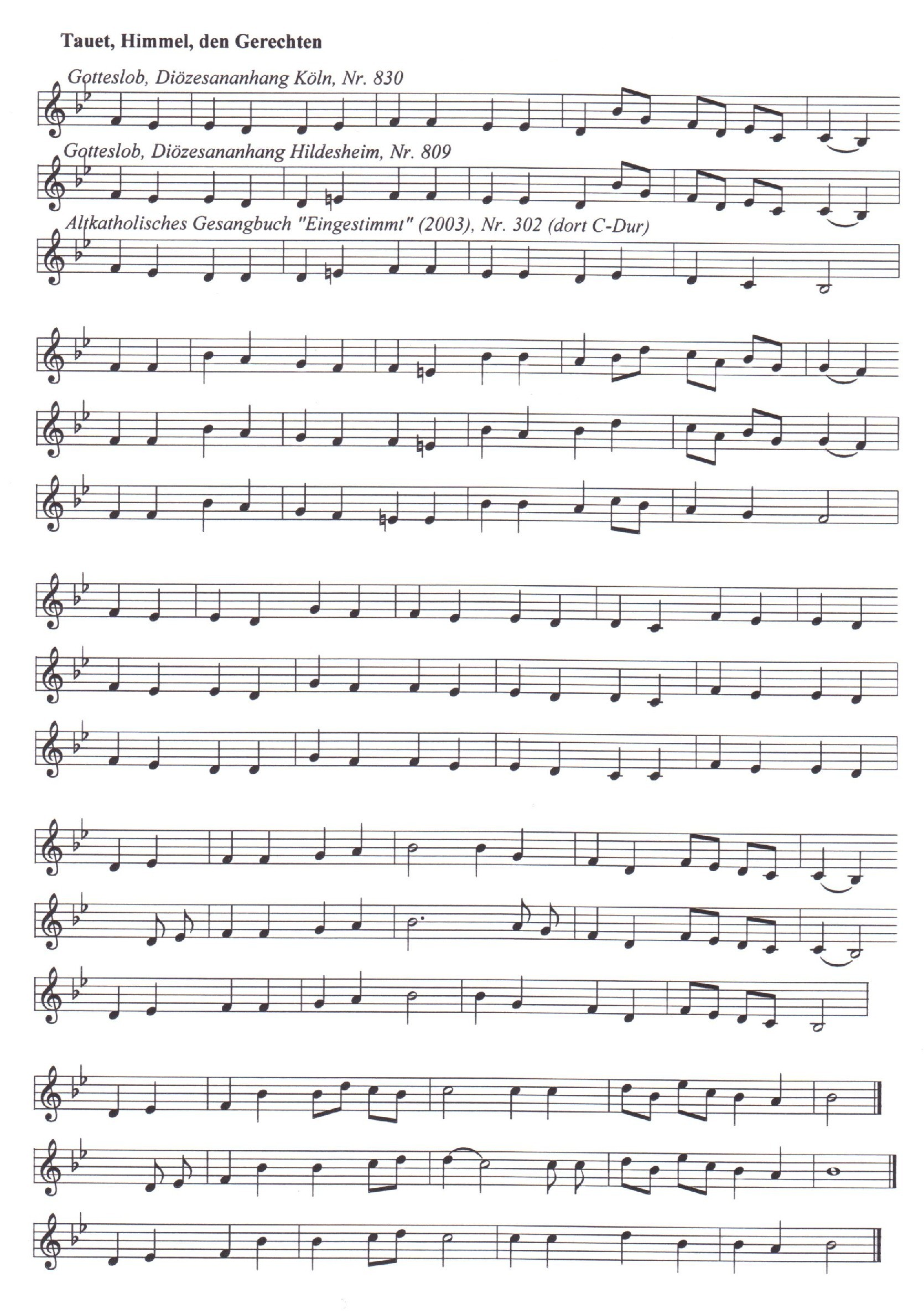
„Tauet, Himmel, den Gerechten“, Melodie von Norbert Hauner (1777) in drei heute gebräuchlichen Fassungen

Tauet, Himmel, den Gerechten ist der Name eines deutschen Adventslieds, das in mehreren Text- und Melodiefassungen vorliegt und in der katholischen Tradition der Roratemessen steht.

## Geschichte
Die Erstfassung des Textes stammt vom Jesuitenpater Michael Denis (1729–1800) und erschien 1774 in dessen Sammlung Geistliche Lieder zum Gebrauche der hohen Metropolitankirche bey St. Stephan in Wien und des ganzen wienerischen Erzbistums. Die Erstfassung war ohne Melodie abgedruckt. 
Eine erste Melodiefassung des Herrenchiemseer Augustiner-Chorherrn Norbert Hauner (1743–1827) erschien im von Franz von Kohlbrenner (1728–1783) herausgegebenen Landshuter Gesangbuch (1777). Die ursprüngliche ariose, rhythmisch anspruchsvolle und von einem großen Tonumfang charakterisierte Melodie war wohl weniger als Gemeindelied gedacht als für solistische oder chorische Aufführungen. Die vereinfachte Fassung dieser Melodie dürfte jedoch wohl die bekannteste Version des Liedes darstellen.
Eine Bearbeitung der Melodie Hauners aus der Feder von Michael Haydn (1737–1806) wurde im Salzburger Kirchengesangsbuch (Salzburg 1790) gedruckt. Eine weitere, von Hauners Melodie unabhängige Vertonung schuf Joseph Graetz (1760–1826); diese ist mit einer Textbearbeitung von Christoph von Schmid (1768–1854) verbreitet.
Aufgrund der großen regionalen Unterschiede ist das Lied nicht im Stammteil des katholischen Gotteslobs abgedruckt, jedoch in allen Eigenteilen. In den Ausgaben für die Region Nord (Kirchenprovinz Hamburg) sowie für die Bistümer Österreichs sind sogar jeweils zwei verschiedene Versionen vorhanden. Das Gotteslob für das Bistum Essen kennt drei Melodieversionen (zwei von Hauner sowie die von Rosenmüller), was sich daraus ergibt, dass das Bistum aus Teilen der Diözesen Köln, Münster und Paderborn zusammengesetzt wurde.

## Inhalt
Der Text orientiert sich an der lateinischen Fassung von Jes 45,8 : „Rorate, caeli, desuper, et nubes pluant iustum“ (Taut, ihr Himmel, von oben, ihr Wolken, lasst Gerechtigkeit/den Gerechten regnen!), der Introitus-Antiphon des 4. Adventssonntags (in der katholischen Liturgie).
Inhaltlich beschreibt das Lied das Warten der Menschheit auf den im Alten Testament von den Propheten verheißenen „Gerechten“, also den Messias, Heiland und Erlöser, den die Christen in Jesus Christus sehen. Je nach Textfassung wird er als „Mittler“, „Retter“ oder „Richter“ apostrophiert. 
Dabei folgt es einer bis in die Alte Kirche zurückreichenden christologischen Deutung des hebräischen Urtexts. Das lateinische Wort „iustum“ im Jesajatext kann sowohl Gerechtigkeit als Abstraktum (Akkusativ von „iustum“) als auch eine gerechte Person (Akkusativ von „iustus“) bedeuten. Das entsprechende Wort „צדק“ (tsedeq) im hebräischen Originaltext wird gemeinhin als „Gerechtigkeit“ übersetzt.
Weitere Strophen thematisieren je nach Fassung etwa die Verkündigung an Maria, ihren Gang zu ihrer Base Elisabeth, die Geburt Johannes des Täufers, oder enthalten allgemein einen Aufruf zu Buße und Umkehr.

## Textfassungen
| Michael Denis, 1774 | Münster, 1801 | Christoph von Schmid, 1811 |
| --- | --- | --- |
| 1. Thauet, Himmel den Gerechten! Wolken! regnet ihn herab! Also rief in langen Nächten Einst die Welt, ein weites Grab! In von Gott verfluchten Gründen Herrschten Satan, Tod und Sünden. Fest verschlossen war das Thor Zu des Heiles Erb’ empor. 2. Doch der Vater ließ sich rühren, Daß er uns zu retten sann, Und den Rathschluß auszuführen Trug der Sohn sich freudig an. Gabriel flog schnell hernieder, Kehrte mit der Antwort wieder: Sieh! ich bin die Magd des Herrn, Was er will, erfüll’ ich gern! 3. Dein Gehorsam ist mein Leben, Jungfrau demuthvoll und keusch! Gottes Geist wird dich beschweben, Und des Vaters Wort wird Fleisch. Menschen bethet an im Staube! Weh der Höll’ und ihrem Raube! Aber Adamskindern wohl! Weil ein Heiland kommen soll. 4. Einen Zuruf hör’ ich schallen, Brüder wacht vom Schlummer auf! Denn es naht das Heil uns allen, Nacht ist weg, der Tag im Lauf. O dann fort mit allen Thaten, Die die Nacht zur Mutter hatten! Künftig ziehe jedermann Nur des Lichtes Waffen an! 5. Lasst uns wie am Tage wandeln, Nicht in Fraß und Trunkenheit! nicht nach Fleischbegierden handeln, Weit verbannt sey Zank und Neid! Jenem gänzlich nachzuarten, Dessen Ankunft wir erwarten, Dieses ist nun unsre Pflicht; So wie sein Apostel spricht. 6. Welterlöser, ich erfülle deines treuen Knechtes Rath, Komm in meines Fleisches Hülle! Wie dein Both verkündet hat. Komm und bringe mir den Frieden! Menschen ist er nur beschieden, Die von gutem Willen sind, Komm! ich bin es göttlichs Kind! | 1. Thauet Himmel den Gerechten! Wolken, regnet ihn herab! Rief das Volk in bangen Nächten, dem Gott die Verheißung gab, einst den Mittler selbst zu sehen und im Himmel einzugehen. Denn verschlossen war das Thor, bis ein Heiland trat hervor. 2. Doch der Vater ließ sich rühren, Daß er uns zu retten sann, Und den Rathschluß auszuführen Trug der Sohn sich selber an. Schnell flog Gottes Engel nieder, brachte diese Antwort wieder: Sieh! ich bin des Herren Magd, Mir geschehe was Gott sagt! 3. Da die Bothschaft angekommen, war Maria im Gebet. Da das Wort Fleisch angenommen, ging sie zu Elisabeth. Von dem Gruße ganz durchdrungen ist Johannes aufgesprungen, der von Gott geheiligt war, eh die Mutter ihn gebahr. 4. Dieser ließ die Stimm erschallen: Sünder wacht vom Schlummer auf, denn es naht das Heil uns allen. Hemmet euren Sündenslauf! Brüder lasst zu diesen Zeiten unser Herz zur Buß bereiten. Wandelt auf der Tugendbahn, ziehet Jesum Christum an. 5. Laßt uns wie am Tage wandeln, nicht in Fraß und Trunkenheit. Suchet, um gerecht zu handeln, Wahrheit, Fried und Einigkeit. Jenem gänzlich nachzuarten, dessen Ankunft wir erwarten. Dieses ist der Christen Pflicht, wie es der Apostel spricht. | 1. Thauet, Himmel, den Gerechten! Wolken! regnet ihn herab! Rief sein Volk in bangen Nächten Aus der Sünde finsterm Grab. Und Er kam. – Mit Ihm kam Segen, Wie ein milder Frühlings-Regen Wie des Himmels sanfter Thau Rings erquicket Feld und Au. 2. Auch zu uns, o hört es, Sünder! Kommt der Herr der Herrlichkeit. Machten nur wir Menschenkinder Unsre Herzen Ihm bereit. Frieden, Ruhe, Licht und Leben Will Er uns auch jetzt noch geben. Er, das Heil, durch den allein Sünder können selig seyn. 3. Kommt denn! Reinigt eure Seelen! Werdet heilig! Seyd bereit, Das, was Ihm gefällt, zu wählen, und zu fliehen, was Er verbeut! Die in ihren Sünden sterben, Trift das ewige Verderben. Ewig bleibt des Heils beraubt, Wer an Ihn nicht thätig glaubt. 4. Nur wer Tugend herzlich liebet, Niedre Erdenlust verschmäht, Sich in guten Werken übet, Gern auf Gottes Wegen geht: Nur der Fromme kann auf Erden Seinem Gott gefällig werden; Ihm, nur Ihm, wird Gottes Heil, Fried’ und Seligkeit zu Theil. 5. O so mache dann mich Armen Jetzt in dieser heil’gen Zeit, Ach! Aus Gnade und Erbarmen, Liebster Jesu, selbst bereit! Komm! o komm mit deinem Segen, Gütigster! Mir selbst entgegen Komm! Mein Herz verlangt nach dir, Komm und wohne stets in mir! |